# دارن باکستر (بازیکن فوتبال انگلیسی)
دارن باکستر (انگلیسی: Darren Baxter؛ زادهٔ ۲۶ اکتبر ۱۹۸۱) بازیکن فوتبال اهل بریتانیا است.
از باشگاه‌هایی که در آن بازی کرده‌است می‌توان به باشگاه فوتبال هارت آف میدلوتیان، باشگاه فوتبال تورکی یونایتد، باشگاه فوتبال وورتینگ، و باشگاه فوتبال سنت آلبنز سیتی اشاره کرد.